# Francesco Conti (cardeal)
Francesco Conti (Roma, cerca de 1470 – 29 de junho de 1521) foi um cardeal romano da Igreja Católica, que foi arcebispo de Conza.

## Biografia
Era filho de Jacopo Conti, signore de Carpineto e nobre romano e Elisabetta Carafa della Stadera. Sua família deu à Igreja quatro papas: Inocêncio III, Gregório IX, Alexandre IV e Inocêncio XIII. Também era sobrinho-neto do pseudocardeal Lucido Conti (1411), sobrinho do cardeal Giovanni Conti (1483). Outros cardeais da sua família foram Giovanni dei conti di Segni (1200); Ottaviano dei conti di Segni (1205); Carlo Conti (1604); Giannicolò Conti (1664) e Bernardo Maria Conti (1721).
Sabe-se que estudou direito, desconhecendo o local de formação, bem como que teve seis filhos ilegítimos: Ottavio, Stefano, Camillo, Marzio, Giovanni e Giulia.
Em 8 de outubro de 1494, foi eleito como arcebispo de Conza, mas esteve sempre ausente e governou a arquidiocese através de vigários-gerais.
Foi criado cardeal pelo Papa Leão X no consistório de 1 de julho de 1517, recebendo o barrete vermelho e o título de cardeal-presbítero de São Vital em 6 de julho seguinte.
Renunciou ao governo da arquidiocese em 11 de setembro de 1517. Foi nomeado como Camerlengo do Sagrado Colégio dos Cardeais em 11 de janeiro de 1520, exercendo o ofício até 7 de janeiro de 1521.
Morreu em 29 de junho de 1521, em Roma. Foi enterrado na Basílica de São Vital, igreja titular de seu título cardinalício.